# Jean-Michel Sama Lukonde
Jean-Michel Sama Lukonde Kyenge (n. 4 august 1977, Paris, Franța) este un politician congolez care ocupă funcția de prim-ministru al acestei țări din 15 februarie 2021. Și-a anunțat cabinetul pe 12 aprilie 2021. Este membru al partidului Viitorul Congoului.

## Biografie
Lukonde s-a născut pe 4 august 1977, la Paris, și are o diplomă în inginerie.
A fost numit prim-ministru de către președintele Félix Tshisekedi în februarie 2021.
Înainte de nominalizarea sa, a fost director general al Gécamines, care este una dintre cele mai mari companii miniere din Africa și cea mai mare din Republica Democratică Congo. A fost numit în această funcție de Tshisekedi în iunie 2019. Înainte de această funcție, a fost și administrator general adjunct al Companiei Naționale a Căilor Ferate din Congo.
Lukonde a fost, de asemenea, unul dintre cei mai tineri deputați din Adunarea Națională (Republica Democratică Congo) și ministru al Sportului și Tineretului în timpul președinției lui Joseph Kabila.